# 자매의 화원
"자매의 화원"(A Sister's Garden)는 한국에서 제작된 신상옥 감독의 1959년 드라마 영화이다. 최은희 등이 주연으로 출연하였고 신상옥 등이 제작에 참여하였다. 1959년 개봉 후 2018년 2월 26일 대한민국에서 재개봉되었다.

## 출연

### 주연
- 최은희
- 최지희
- 남궁원

### 조연
- 김승호
- 김석훈

## 기타
- 조명: 이규창
- 녹음: 이경순
- 현상: 최규순